# Wolfgang Hirsch-Weber
Wolfgang Hirsch-Weber (* 20. Juli 1920 in Mannheim; † 22. August 2004 in Heidelberg) war ein deutscher Kaufmann, Politikwissenschaftler und Hochschullehrer.

## Leben und Wirken
Nach seinem Schulbesuch und einer kaufmännischen Ausbildung floh Wolfgang Hirsch-Weber, dessen Vater ein jüdischer Journalist war, im Jahre 1938 nach Bolivien und lebte bzw. arbeitete dort bis 1949. Zuletzt war er in Bolivien Direktor einer Bergbaugesellschaft. Außerdem wirkte dort als Mitarbeiter der in Lateinamerika agierenden Organisation der deutschen Emigranten („Das Andere Deutschland“). Nach seiner Rückkehr nach Deutschland holte Hirsch-Weber seine Reifeprüfung nach und studierte Sozialwissenschaften an der Universität Heidelberg. Im Jahre 1956 erwarb er dort den Doktortitel mit einer Dissertation über „Gewerkschaften und Politik“. Während seiner Doktorandenzeit begann er eine Tätigkeit an der Freien Universität Berlin, u. a. setzte er sich für die Gründung eines Zentrums für Lateinamerikaforschung ein. Bis 1971 war er an der Freien Universität Berlin als Hochschullehrer tätig; nachdem er sich 1968 dort habilitiert hatte, seit 1969 als Professor. Von 1955 bis 1965 war er Abteilungsleiter des Instituts für Politikwissenschaft und von 1965 bis 1970 Direktor des Lateinamerika-Instituts. 1972 übernahm er eine ordentliche Professor für Politikwissenschaft an der Universität Mannheim, die er bis zu seinem Eintritt in den Ruhestand 1988 versah.
Von 1966 bis 1968 hatte Hirsch-Weber außerdem eine Gastprofessur an der Universidad de Chile inne.
In seinen wissenschaftlichen Veröffentlichungen beschäftigte sich Hirsch-Weber vor allem mit den Gewerkschaften und ihrem Wirken in Staat und Gesellschaft, außerdem arbeitete er über die Politik und Geschichte Lateinamerikas, insbesondere Chiles.
Sein umfangreicher Nachlass befindet sich im Ibero-Amerikanischen Institut in Berlin.

## Veröffentlichungen (Auswahl)
- (Hrsg.): Gewerkschaften im Staat (= Europäisches Gespräch, Bd. 3). Deutscher Gewerkschaftsbund, Düsseldorf 1955.
- (mit Klaus Schütz): Wähler und Gewählte. Eine Untersuchung der Bundestagswahlen 1953 (= Schriften des Instituts für Politische Wissenschaft, Bd. 7). Vahlen, Berlin 1957.
- Gewerkschaften in der Politik. Von der Massenstreikdebatte zum Kampf um das Mitbestimmungsrecht (= Schriften des Instituts für Politische Wissenschaft, Bd. 13). Westdeutscher Verlag, Köln 1959 (= Dissertation Universität Heidelberg).
- Die Gewerkschaften. Interessengruppen oder soziale Bewegung? In: Kurt Nemitz/Richard Becker (Hrsg.): Gewerkschaft, Wirtschaft, Gesellschaft. Beiträge zu wirtschaftlichen und sozialen Gegenwartsfragen. Bund-Verlag, Köln 1963, S. 275–289.
- Gesellschaftliche Konflikte in einigen Ländern Südamerikas. In: Moderne Welt, Bd. 6 (1965), S. 341–374.
- (Mitautor): Otto Stammer u. a. / Verbände und Gesetzgebung. Die Einflußnahme der Verbände auf die Gestaltung des Personalvertretungsgesetzes. Westdeutscher Verlag, Köln/Opladen 1965.
- Some remarks on interest groups in the German Federal Republic. In: Henry W. Ehrmann (Hrsg.): Interest groups on four continents. 4. Aufl. University of Pittsburg Press, Pittsburg 1967, S. 97–116.
- Politik als Interessenkonflikt (= Bonner Beiträge zur Soziologie, Bd. 6). Enke, Stuttgart 1969.
- Lateinamerika. Abhängigkeit und Selbstbestimmung. Leske, Opladen 1972, ISBN 3-7850-0217-3.
- Chile: Der Aufstieg Allendes. In: Die Internationale Politik 1970–1972 (1978), S. 395–412.
- Aufstand der Massen? Wahlkampf und Stimmenthaltung in Chile 1915–1921. In: Iberoamerikanisches Archiv, N.F., Bd. 8 (1982), S. 5–83.
- Labour unions in their social and political environments. Britain, West Germany, and the United States. In: Fred Eidlin (Hrsg.): Constitutional democracy. Essays in comparative politics. Festschrift in honor of Henry W. Ehrmann. Westview Press, Boulder, Colo. 1983, S. 289–314, ISBN 0-86531-948-0.
- Grundbesitz und Herrschaft im vorindustriellen Chile. In: Iberoamerikanisches Archiv, N.F., Bd. 13 (1987), S. 455–543.
- Chiles Salpetermonopol in seiner Bedeutung für Staat und Gesellschaft. In: Iberoamerikanisches Archiv / Beiheft, Bd. 16 (1990), S. 273–340.
- Am Ende der Expansion. Westeuropa und die Dritte Welt. In: Jahrbuch für Politik, Bd. 3 (1993), S. 315–339.
- Von den englischen zu den Menschenrechten. In: Wolfgang Jäger (Hrsg.): Republik und Dritte Welt. Festschrift für Dieter Oberndörfer zum 65. Geburtstag. Schöningh, Paderborn 1994, S. 145–156, ISBN 3-506-79327-6.
- (Hrsg., mit Detlef Nolte): Lateinamerika. Ökonomische, soziale und politische Probleme im Zeitalter der Globalisierung (= Beiträge zur Lateinamerika-Forschung, Bd. 6). Institut für Iberoamerika-Kunde, Hamburg 2000, ISBN 3-926446-82-X.